# Winning Jah
Winning Jah, pseudonimo di Kingsley Eno Osagie, talvolta menzionato come Nigeria King of Reggae (Kano, 12 dicembre 1973), è un cantante, percussionista e musicista nigeriano naturalizzato italiano, ex vocalista della band Nigeriano (Emababa Reggae group) da anni trasferitosi in Italia.

## Biografia
Kingsley Eno Osagie nacque il 12 dicembre 1973 a Kano, da anni trasferito dalla Nigeria in Italia, in  "torinese" . Nel 1984, faceva parte del gruppo musicale Emababa reggae group in Nigeria, gruppo molto conosciuto per aver vinto il prestigioso premio John Player Gold Leaf music award,  nella categoria Best reggae new act 1989, gruppo che ha lasciato quando si è sciolto, per continuare come solista dal 1990. L artista ha sempre impostato la sua musica con la passione per la musica reggae di Bob Marley & The Wailers, Peter Tosh, Burning Spear, Culture e Fela Kuti . 
Il suo primo album da solista intitolato Big Man,  viene pubblicato nel 1990 da Enorecords in Nigeria ed ha avuto grande successo come album più venduto con 650.000 pezzi,  solo in Nigeria. L'album è stato censurato e vietato dal governo nigeriano per problemi politici. Dopo la lunga pausa dovuta questi problemi che lo hanno portato a trasferirsi in Europa, l'artista ha ripreso la propria attività musicale con la pubblicazione di altri pezzi come To whom it may concern  nel 2015, con autorizzazione di sostegno da parte di UNICEF  e tutti quelli successivi . Nel 2016 ha stipulato contratto con VP Records, per i quali ha inciso l'album Nouveau business nel 2016, Africa Inside Me,  nel 2017 e vari singoli.

### Successo da solista internazionale
Winning Jah ha condiviso il palco con altri musicisti molto conosciuti come Baba Sissoko, Ky-Mani Marley, Luciano (cantante), Kassoum Diarra e tanti altri. Nel 2017, ha collaborato con Stephen Marley, figlio di Bob Marley nel brano Now I Know - Made in Africa, inciso con altri usciti nel suo album Africa inside me. Nel 2018, viene invitato a partecipare come candidato al Obaland Awards (Obaland Royal Awards), categoria "Best Africa Reggae Artiste 2018", che e il più grande riconoscimento attribuito agli artisti reggae di spicco nell'ambito della musica e dell'intrattenimento , durante l'anno in corso in Africa, insieme con altri artisti di fama mondiale quali Jah Cure, Damian Marley, Sean Paul, Stephen Marley, Capleton, e tanti altri.

## Discografia

### Solista
- 1990 - Big Man
- 2015 - To Whom It May Concern
- 2016 - Nouveau Business
- 2017 - Africa Inside Me
- 2018 - Rude Boy

## Premi e riconoscimenti
- 1989 - Best reggae new act  del John Players Gold Leaf ,con i (Emababa Reggae Group)
- 2018 - Best African reggae artiste del Obaland Awards